# Edifício Banco Safra
Fachada do edifício vista da Avenida Paulista
O Edifício Sede do Banco Safra é um arranha-céu localizado na Avenida Paulista, número 2100, na cidade de São Paulo, Brasil. É a sede do Banco Safra na capital paulista e uma das construções mais emblemáticas da região.

## História
O terreno anteriormente abrigava o Colégio Pais Leme e, antes disso, um casarão típico do início do século XX. Com a crescente verticalização da Avenida Paulista nas décadas de 1970 e 1980, o Banco Safra adquiriu o lote e contratou os arquitetos Mauricio Kogan e Carlos Villar para projetar sua nova sede. A construção ocorreu entre 1984 e 1988, sendo inaugurada nesse mesmo ano.

## Arquitetura
O edifício segue o estilo modernista, com linhas retas e uso predominante de vidro e granito avermelhado. Possui 24 andares, sendo 19 úteis, e cerca de 125 vagas de garagem. A fachada alterna painéis envidraçados com estruturas verticais de granito, conferindo ao prédio um visual sóbrio e elegante.
O térreo foi concebido como uma “praça pública”, com recuo em relação à calçada, inspirando-se em conceitos de urbanismo defendidos por Oscar Niemeyer. O hall de entrada é adornado com obras de Roberto Burle Marx, responsável também pelo paisagismo da área externa e pelos jardins suspensos.

## Características
- Estrutura em concreto armado
- Fachada com brises verticais e painéis de vidro
- Área construída estimada: 25.000 m²
- Elevadores de alta velocidade
- Sistema de segurança bancária

## Importância
O edifício simboliza a consolidação da Avenida Paulista como principal centro financeiro da cidade de São Paulo, ao lado de outras construções notáveis como o Conjunto Nacional e a sede da FIESP. É também um exemplo de integração entre arquitetura corporativa e espaço público na metrópole.